# Mafalda Marie Savojská
Mafalda Marie Savojská (Mafalda Marie Alžběta Anna Romana Savojská, 2. listopadu 1902, Řím – 27. srpna 1944, koncentrační tábor Buchenwald) byla rodem italská princezna a sňatkem s Filipem Hesenským i lankraběnka hesenská. Byla dcerou italského krále Viktora Emanuela III. a jeho manželky Eleny; poslední italský král Umberto byl tedy její mladší bratr.

## Život

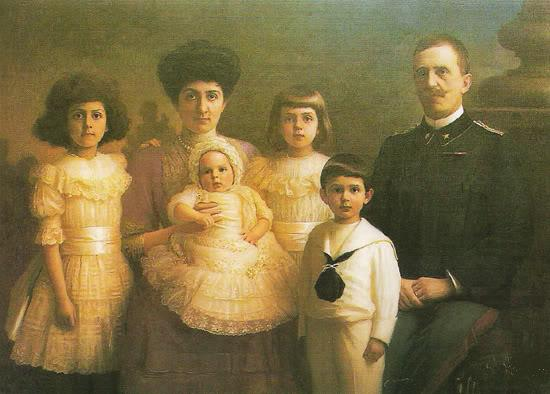
Italská královská rodina; obraz od Petara Lubarda. Mafalda je mladá dívka uprostřed vzadu

Mafalda Marie Alžběta Anna Romana Savojská se narodila 2. listopadu 1902 v Římě. V dětství měla především blízko k matce, po které zdědila i lásku k hudbě a umění. Během první světové války dokonce svoji matku doprovázela do vojenských nemocnic, kde pomáhala raněným. Samotné manželství jejich rodičů bylo velmi šťastné.

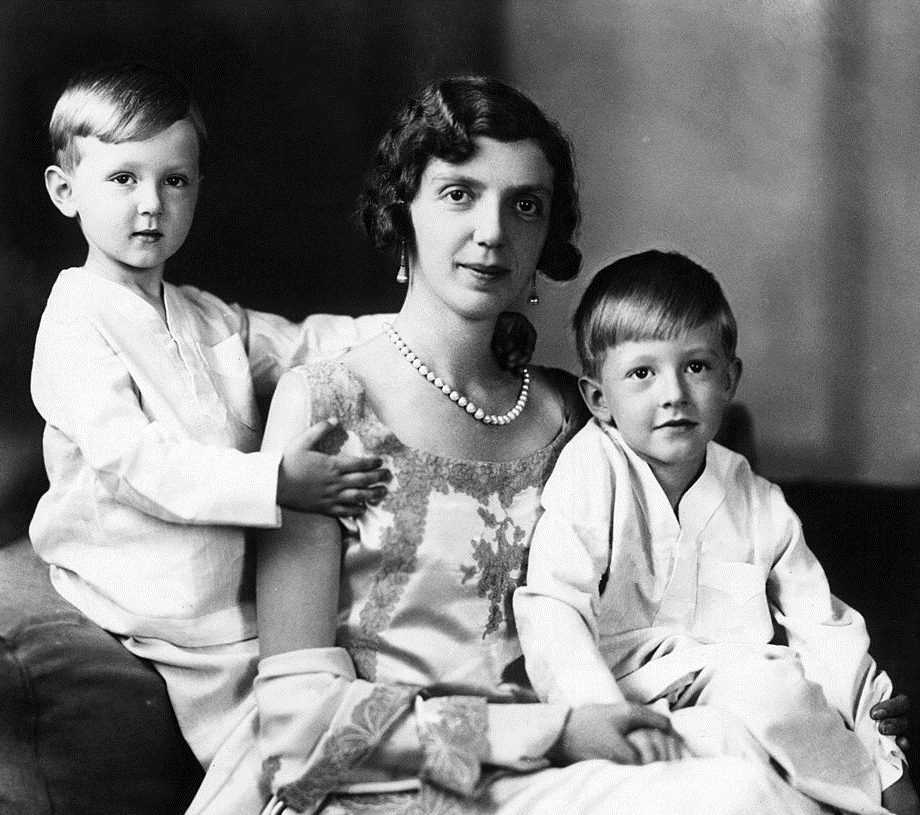
Fotografie Mafaldy se dvěma nejstaršími syny (rok 1930)

Dne 23. září 1925 se na zámku Racconigi provdala za Filipa, lankraběte hesenského a vnuka německého císaře Fridricha III. Ten byl navíc i se svým bratrem Kryštofem členem německé nacistické strany a díky manželství, které mělo především politické účely, si zlepšil postavení i mezi italskými fašisty. Sama Mafalda Marie se jednou zúčastnila formální večeře v Berlíně pořádané Adolfem Hitlerem, se kterým se osobně setkala. Na této večeři seděla vedle Anthonyho Edena, známého britského státníka.
Nicméně po zahájení druhé světové války se Mafalda Marie Hitlerovi znelíbila, jelikož si myslel, že usiluje o zastavení války a zmaření jeho úsilí. Sám Hitler řekl, že Mafalda Marie je „nejčernější mršinou v italské královské rodině“, následně se přidal i ministr propagandy Joseph Goebbels, který o Mafaldě dokonce řekl, že je to „ta nejhorší děvka italské královské rodiny“.
Na začátku září roku 1943 cestovala Mafalda Marie do Bulharska, aby se mohla zúčastnit pohřbu svého švagra Borise III. (jednalo se o manžela Mafaldiny sestry Jany). Zde se Mafalda Marie dozvídá o kapitulaci Itálie i o tom, že je její manžel držen v domácím vězení v Bavorsku. Mafalda Marie se rozhodla vrátit do Itálie a děti poslala do Vatikánu, kde našly útočiště a nikdo je tam nemohl ohrožovat. Následně na ni byl 23. září gestapem vydán zatykač. Italská princezna se ale zatčení vyhýbala a schovávala se. Brzy ji ale zkontaktoval Karl Hass, který ji požádal o schůzi, kde jí měl předat zprávu od jejího manžela. Mafalda se schůzkou souhlasila a když se dostavila do německého velvyslanectví, byla zatčena. Následně byla Mafalda Marie Savojská převezena k výslechu do Mnichova a pak do Berlína. Nakonec skončila v koncentračním táboře Buchenwald.

Mafalda Marie v roce 1910

Dne 24. srpna 1944 bombardovali spojenci továrnu na munici v Buchenwaldu, kde se nacházela i Mafalda Marie. Nejméně čtyři sta vězňů bylo zabito a sama Mafalda byla těžce zraněna. V době bombardování se nacházela v jiné části budovy, i přesto byla až po krk zavalená sutinami a největší zranění utržila především její ruka. Podmínky v táboře ale byly špatné a rána se zanítila. Zdravotnický personál byl nucen jí ruku amputovat, jenže při zákroku Mafalda Marie ztratila vědomí a vykrvácela. Zemřela v noci mezi 26. a 27. srpnem roku 1944. Její tělo bylo později pohřbeno v zámku Kronberg v Hesensku. Podle Eugena Kogona, autora knihy The Theory and Practice of Hell – The German Concentration Camps and the System Behind Them z roku 1950, bylo Mafaldino úmrtí oznámeno dokonce až roku 1945.

## Potomci
Z manželství s Filipem Hesenským vzešly čtyři děti; tři synové a jedna dcera.
- Mořic Hesenský (6. srpna 1926 – 23. května 2013), lankrabě hesenský, ⚭ 1964 Taťána ze Sayn-Wittgenstein-Berleburg (* 31. července 1940), rozvedli se v roce 1974
- Jindřich Hesensko-Kasselský (30. října 1927 – 18. listopadu 1999), svobodný a bezdětný
- Ota Hesenský (3. června 1937 – 3. ledna 1998),
⚭ 1965 Angela von Doering (12. srpna 1940 – 11. dubna 1991), rozvedli se v roce 1969
⚭ 1988 Elisabeth Bonker (31. ledna 1944 – 12. dubna 2013), rozvedli se v roce 1994
- Alžběta Hesenská (* 8. října 1940), ⚭ 1962 hrabě Friedrich Karl von Oppersdorf (30. ledna 1925 – 11. ledna 1985)